# Cimetière militaire allemand de Brieulles-sur-Meuse
Le cimetière militaire allemand de Brieulles-sur-Meuse est un cimetière militaire de la Grande Guerre, situé sur le territoire de la commune de Brieulles-sur-Meuse, dans le département de la Meuse.

## Historique
Le cimetière allemand de Brieulles-sur-Meuse a été créé dès le début de la Grande Guerre. On y inhuma, dans un premier temps, les dépouilles des soldats du 13e régiment d’infanterie. La Bataille de Verdun et les combats d'Argonne, on y inhuma les corps de soldats d'autres unités de l'armée allemande.
En 1972, le cimetière a été rénové. Les croix en bois ont été remplacées par des croix en métal.

## Caractéristiques
Le cimetière allemand de Brieulles compte 11 286 dépouilles dont 25 inconnus. 5 325 sont inhumés dans des tombes individuelles, dans trois ossuaires, on inhuma 5 325 soldats allemands dont 563 ont pu être identifiés. C'est la première nécropole allemande de la Meuse pour le nombre de personnes inhumées.
Parmi les personnalités inhumées dans ce cimetière, se trouvent les tombes du lieutenant Hermann von Brandis et celle du
général von Dorrer. 
Une stèle commémorative rappelle les combats du 29 août 1914 à Brandeville entre l'armée allemande et les soldats français de la garnison de Montmédy.